# Jack Shea Arena
Die Jack Shea Arena ist eine Eissporthalle in der US-amerikanischen Stadt Lake Placid im Bundesstaat New York. Namensgeber der Halle ist der ehemalige Eisschnellläufer Jack Shea.

## Geschichte
Anlässlich der Olympischen Winterspiele 1932 begannen im August 1931 die Bauarbeiten der Eishalle. Am 16. Januar 1932 wurde die Halle als Olympic Arena eröffnet. Die Halle verfügte über eine Spielfläche von 25 × 60 m und bot 3360 Zuschauern Platz. Während der Spiele wurden in der Olympic Arena Curling- und Eishockeyspiele sowie die Eiskunstlaufwettkämpfe ausgetragen. Die Olympic Arena war die erste Eishalle in der olympischen Geschichte, zuvor fanden alle Wettbewerbe bei Olympischen Winterspielen im Freien statt.
48 Jahre später fanden erneut die Olympischen Winterspiele in Lake Placid statt. Wieder wurde die Halle für einige Eishockeyspiele genutzt. Die restlichen Spiele wurden in der neu erbauten Herb Brooks Arena ausgetragen, welche mit der Jack Shea Arena verbunden ist.